# فابیان هامبوخن
فابیان هامبوچن (آلمانی: Fabian Hambüchen (زادهٔ ۲۵ اکتبر ۱۹۸۷)) ژیمناست اهل آلمان است.